# Енавене-наве

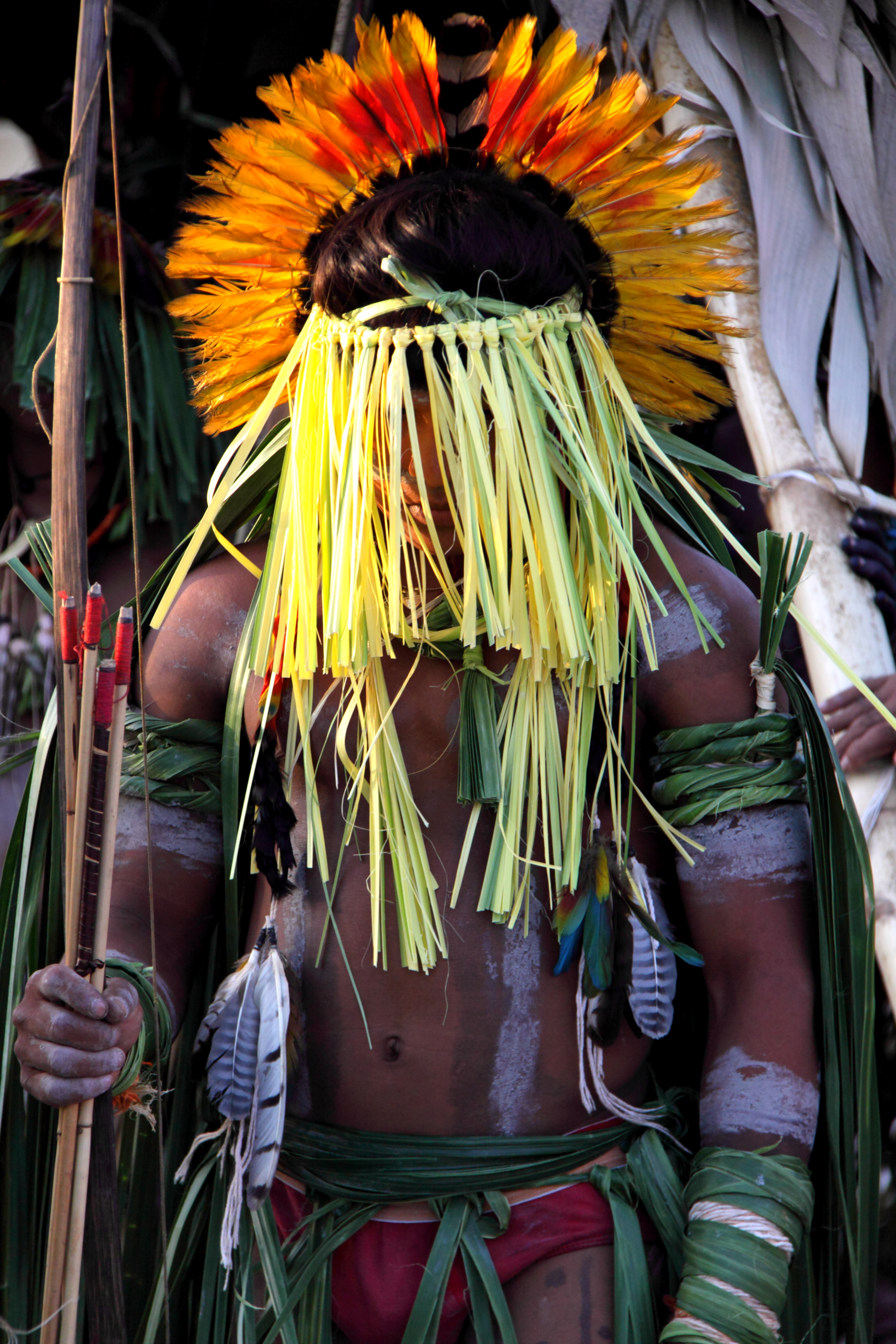
Представник енавене-наве

Енавене-наве (Enawenê-nawê) — народність у складі корінних народів Бразилії. Чисельність у 2012 році становила близько 566 осіб. Розмовляють мовою енавене-наве центральної майпурської групи аравацької мовної сім'ї. Мешкають у штаті Мату-Гросу в околицях річки Ріу-Іке. Переважно сповідують анімізм.

## Історія
Енавене-наве ізолюються від контактів із зовнішнім світом. Еваневе-наве не практикують полювання, займаючись рослинництвом та рибальством. Уперше в контакт із ними 1974 року вступив іспанський єзуїт Вісенте Каньяс, який оселився серед них 1977 року. Завдяки його зусиллям щодо медичної допомоги та захисту середовища проживання племені чисельність енавене-наве збільшилася від 97 осіб 1974 року до 430 осіб 1987 року. Вісенте Каньяс лобіював інтереси племені й добився від бразильського уряду виділення у штаті Мату-Гросу демаркаційної земельної ділянки під назвою «Земля енавене-наве».
Існування енавене-наве перебуває під загрозою через бразильські корпорації, які планують побудувати на річці Журуєна каскад із 77 гідроелектростанцій, що змінить умови проживання племені, основним джерелом харчування якого є рибальство. Згідно з Конституцією Бразилії корінні племена мають право на захист їхнього довкілля, але федеральний уряд неодноразово поступався корпораціям.
Нині захистом прав енавене-наве займається неурядова організація Survival International.

## Демографія

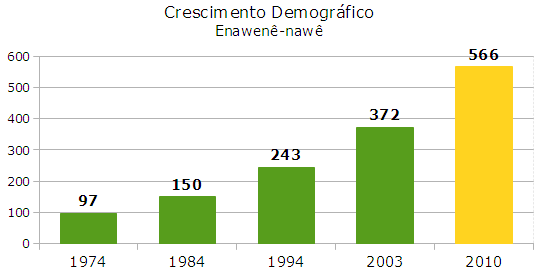
Демографія енавене-наве

## Культура
29 листопада 2011 року Комітет зі збереження нематеріальної культурної спадщини ЮНЕСКО включив танець народу енавене-наве під назвою «Yaokwa» до Списку нематеріальної культурної спадщини, яка потребує термінового захисту.